# مجموعة الاتصالات الفلسطينية

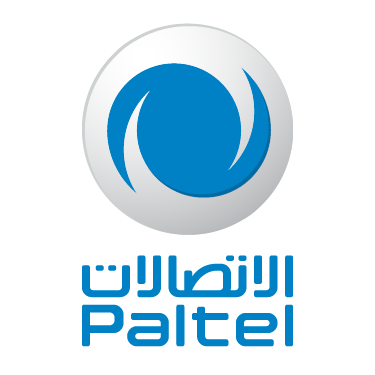
الشعار الجديد لشركة الاتصالات الفلسطينية (Paltel)، إحدى شركات مجموعة الاتصالات الفلسطينية

مجموعة الاتصالات الفلسطينية هي شركة مساهمة عامة تأسست عام 1995 في مناطق الحكم الذاتي الفلسطيني التابعة للسلطة الوطنية الفلسطينية. توظف أكثر من 3,000 شخص، مما يجعلها ثاني أكبر مشغل في دولة فلسطين (بعد الحكومة الفلسطينية). توفر الشركة خدمات الاتصالات الثابتة، والخلوية، وخدمات الإنترنت. تتكون المجموعة من شركة الاتصالات الفلسطينية، وشركة جوال، وشركة حضارة، وشركة ريتش وشركة بالميديا.

## أبرز أعضاء مجلس الإدارة
- عمار العكر
- مغيث سختيان

## الهيكل التنظيمي
تشمل المجموعة عدة شركات فرعية متخصصة في خدمات الاتصالات:
1. شركة Paltel للاتصالات الأرضية.
2. شركة جوال (Jawwal) للاتصالات الخليوية، تأسست عام 1999، وتعد أول مشغل خليوي فلسطيني[3]
3. شركة حضارة (Hadara) كمزود لخدمات الإنترنت.
4. شركة Reach لمراكز الاتصال (Central).
5. شركة Palmedia للإنتاج والبث الإعلامي

## الخدمات والمجالات
- الاتصالات الثابتة (الهاتف الأرضي، بيانات ADSL والألياف الضوئية).
- الاتصالات الخلوية (جوال تقدم GSM، GPRS، EDGE، وبدأت تقديم 3G في يناير 2018) .
- خدمات الإنترنت والبيانات من خلال Hadara وشبكة الألياف الممتدة.
- خدمات إعلامية وإنتاجية عبر Palmedia – تعاونت مع عدة قنوات عربية ودولية

## التطور والتأثير الاقتصادي
- من عام 2000 إلى 2014، ارتفع صافي دخل المجموعة من حوالي 12 مليون دولار إلى أكثر من 120 مليون دولار .
- في 2015، أظهرت المجموعة عوائد تقارب 332 مليون دينار أردني، وتمثل نحو 29% من الناتج المحلي الإجمالي الفلسطيني و33% من حجم التداول في بورصة فلسطين.
- تعتبر المجموعة من بين أكبر الشركات الفلسطينية من حيث القيمة السوقية، إذ بلغت في عام 2020 أكثر من 705 مليون دولار، وتمثل 20.5% على الأقل من سوق الأسهم الفلسطيني .[4]

## التحديات والفرص
- القيود الإسرائيلية: تشمل استعمال خطوط الألياف التي تمر عبر إسرائيل، والترخيص الطيفي للترددات (2G فقط حتى 2018) .
- المنافسة: من داخل السوق الفلسطيني (مثل Ooredoo Palestine) ومن شركات إسرائيلية تستهدف السوق الفلسطيني .
- فرص النمو: إطلاق خدمات 3G ونتائج إيجابية في ADSL، فضلاً عن دخول قطاع الفايبر ودعم المشاريع الريادية (حتّى تأسيس حاضنة أعمال "Fikra")[4]

## وصلات خارجية
- الموقع الرسمي لمجموعة الاتصالات الفلسطينية